# حسین غلیم
 عبدالخان حسین غلیم(کرخه)، روستایی از توابع بخش مرکزی شهرستان کرخه در استان خوزستان ایران است.

## جمعیت
این روستا در دهستان سیدعباس قرار دارد و براساس سرشماری مرکز آمار ایران در سال ۱۳۸۵، جمعیت آن ۶۵۷ نفر (۱۰۴خانوار) بوده‌است.